# Állami büntetőeljárás Donald Trump ellen választási csalásra való felbujtás vádjával
A The State of Georgia v. Donald J. Trump, et al. folyamatban lévő büntetőeljárás Donald Trump és 18 bűntársa ellen Georgia amerikai államban. A vádak szerint Trump a vezetője volt egy bűnszervezetnek, aminek célja az volt, hogy „törvényellenesen megváltoztassák a 2020-as elnökválasztás végkimenetelét” Georgiában. Mind a tizenkilenc vádlott ellen egy pontban emeltek vádat állam RICO-törvénye megszegéséért.
Ezek mellett a vádlottak ellen negyven további pontban történt vádemelés, amik közé tartozik az, hogy Trump és bűntársai hamis elektorokat akartak a Kongresszusba küldeni, illetve az elnök felhívta Georgia államtitkárát, Brad Raffenspergert, felkérve arra, hogy „találjon 11780 szavazatot,” aminek következtében Trump hivatalban maradhatott volna. Mindezek mellett Trump hívei Coffee megyében törvénytelenül hozzáfértek szavazógépekhez, azzal a céllal, hogy bizonyítékot találjanak arra, hogy a választást elcsalták a demokraták. Négy vádlott vallotta magát eddig (2023. október) bűnösnek, míg a többi tagadta a vádakat. Scott McAfee lesz az ügy bírája.
Ez az ügy egyike a négy büntetőeljárásnak Trump ellen, amik közül az egyik egy ehhez hasonló, de szövetségi szintű per. A vádemelés a georgiai ügyben 2023. augusztus 14-én történt, egy több, mint két és fél éves, Fulton megyében kezdődött nyomozást követően, amit Fani Willis vezetett.

## Háttér

### Választási csalással kapcsolatos vádak
Trump már 2016-os kampánya során is megkérdőjelezte a választási folyamatot. Coloradóban akkor azt nyilatkozta, hogy a Demokrata Párt csalásra készült a szavazófülkéknél. 2016 októberében azt írta Twitteren, hogy országszerte választási csalások történtek a 2016-os választás során, amit Rudy Giuliani, Trump jogi tanácsadója is megismételt. Trump ugyanezt a stratégiát használta a 2020-as választás alatt is: hónapokig készült arra, hogy milyen érvekkel fogja próbálni meggyőzni követőit, hogy ellopták tőlük a választást, amik főleg a levélben beküldött szavazatokra koncentráltak. Már 2020 augusztusában felvette jogi csapatába Cleta Mitchell konzervatív jogászt, azzal a céllal, hogy megváltoztassa a választás kimenetelét. A Belbiztonsági Minisztérium felhívta a figyelmet arra, hogy Oroszország megpróbálta befolyásolni a választást azzal, hogy hazugságokat terjesztett a levelekben beküldött szavazatokról. Két nappal a választás előtt Trump azt mondta újságíróknak, hogy a választás után azonnal jogi lépéseket fog tenni.
A Trump-párti politikai szakértők segítségével és szavazóik támogatásával a Trump-kampány magabiztos volt, hogy meg fogják nyerni a választást. A választás első óráiban nagyon sok helyen Trump vezetett, hiszen az ő támogatói nagyobb valószínűséggel szavaztak személyesen a Covid19-pandémia közben, mint a demokrata választópolgárok, de előnye csökkent, ahogy a levélben küldött szavazatokat számlálták. Trump utolsó kampányeseménye után Grand Rapids városában, fia, Eric azt nyilatkozta, hogy az elnök legalább 322 elektori szavazatot fog kapni. Giuliani javaslatára Trump hajnali kettőkor bejelentette a Fehér Ház elnöki rezidenciája keleti szobájában, hogy megnyerte a választást és, hogy a sajtóban megjelenő szavazatszámok hamisak voltak. Ahogy a szavazatokat számlálták, Matt Oczkowski, a Trump-kampány adatelemzője megmondta Trumpnak, hogy el fogja veszíteni a választást. Pat Cipollone, az elnök tanácsadója pedig azt mondta, hogy a választás eredményének érvénytelenítése „öngyilkosság” lenne. A William Barr főügyész által vezetett Igazságügyi Minisztérium nem talált bizonyítékot választási csalásra.
Trump és bűntársai megpróbálták megváltoztatni a választás végkimenetelét. Az Igazságügyi Minisztérium nyomozása főleg a Trump által kinevezni tervezett hamis elektorokra fókuszált, aminek célja az volt, hogy ezeket a hamis elektorokat elfogadtassák a Kongresszussal, Trumpot újraválasztva elnökként. A dokumentumok megírása és a republikánusok meggyőzése Trump jogászai feladata volt, mint Giuliani és John Eastman, akiknek a választási csalásra semmi bizonyítéka nem volt. A tervük az volt, hogy alternatív elektorokat jelöl ki a Trump-kampány, amíg a bizonyítékukat összegyűjtik. Ugyan ezeket az elektorokat ki is nevezték, akiknek szavazataival Trump lett volna a győztes, a hét célba vett állam (Arizona, Georgia, Michigan, Nevada, Pennsylvania, Új-Mexikó és Wisconsin) törvényhozása megerősítették Biden győzelmét, elutasítva a hamis elektorokat, bár Pennsylvania és Új-Mexikó beleegyezett abba, hogy Trump legyen a győztes, ha pereiben sikeres lesz az államokban. A hamis elektorokat Mike Pence alelnöknek küldték volna, arra kényszerítve, hogy azokat számolja a való szavazatok helyett. Mindezek mellett az is szóba esett, hogy Pence semmissé nyilváníthatná a választást, így az akkor republikánus többségű Képviselőház döntene az elnök kilétéről.

## A folyamat

### A vádemelés
2023. augusztus 14-én egy vádesküdtszék úgy döntött, hogy vádat emel Trump és 18 bűntársa ellen. A vádirat 161 törvénysértést sorolnak fel, illetve szerepel ezek mellett benne harminc további bűntárs is, akik ellen nem sikerült vádat emelni.

#### A vádlottak
| - Donald Trump, az ország korábbi elnöke - Rudy Giuliani, Trump-jogász - John Eastman, Trump-jogász - Mark Meadows, a Fehér Ház kabinetfőnöke - Kenneth Chesebro, Trump-párti jogász (bevallotta bűnösségét) - Jeffrey Clark, magasrangú tisztviselő az Igazságügyi Minisztériumban - Jenna Ellis, Trump kampányjogásza (bevallotta bűnösségét) - Ray Smith III, Trump kampányjogásza - Robert Cheeley, jogász - Michael Roman, Trump kampánytisztviselő | - David Shafer, a Georgiai Republikánus Párt vezetője és hamis elektor - Shawn Still, hamis republikánus elektor - Stephen Lee, lelkipásztor, megfélemlített a választás idején dolgozó személyeket - Harrison Floyd, a Black Voices for Trump vezetője - Trevian Kutti, megfélemlített a választás idején dolgozó személyeket - Sidney Powell, Trump kampányjogásza (bevallotta bűnösségét) - Cathleen Latham, hamis republikánus elektor - Scott Hall, illegálisan hozzáfért Coffee megyei szavazógépekhez (bevallotta bűnösségét) - Misty Hampton, Coffee megyei választási felügyelő |

### Feladás
Azt követően, hogy a vádesküdtszék elfogatóparancsot adott ki mind a 19 vádlott ellen, Willis lehetőséget adott nekik, hogy augusztus 25. délig önkéntesen feladják magukat a Fulton megyei Börtönnél. Scott Hall lett az első, aki ezt megtette, augusztus 22-én, egy órát töltött az épületben, mielőtt elengedték óvadék ellenében. John Eastman is ugyanezen a napon jelent meg és pár óra után helyezték szabadlábra óvadék ellenében. Továbbra is úgy nyilatkozott, hogy a 2020-as választást „ellopták.” David Shafer és Cathy Latham augusztus 23. első óráiban adták fel magukat, míg Ray Smith és Kenneth Chesebro is aznap reggel érkezett a börtönhöz. Rudy Giuliani, Sidney Powell és Jenna Ellis is ezen a napon adta fel magát, mindegyik vádlottat elengedték óvadék ellenében.
Trump augusztus 21-én egyezett bele a 200 ezer dolláros óvadék kifizetésébe és három nappal később tervezte feladni magát. Az óvadék feltételei között szerepelt, hogy az ügyről csak jogászain keresztül beszélhet a többi vádlottal és nem fenyegetheti meg őket, illetve bárkit, akinek köze van az eljáráshoz, beleértve a szemtanúkat.
Giuliani óvadéka 150 ezer dollár volt, Chesebro, Clark, Eastman, Ellis, Meadows és Powell 100 ezerért hagyhatta el a börtönt, Trevian Kutti, Latham, Steve Lee és Shafer 75 ezerért, Robert Cheeley, Mike Roman és Smith 50 ezerért, míg Hall, Hampton és Shawn Still 10 ezerért. Harrison Floyd nem egyezett meg egy óvadék összegében, így bírósági megjelenéséig börtönben marad.
Trump augusztus 24-én adta fel magát a Fulton megyei Börtönnél, ahol elkészítették rendőrségi fotóját is. Ez volt az első alkalom, hogy ilyen kép készült róla, a többi eljárásban nem tartották szükségesnek.

### Vád alá helyezés
Willis a vád alá helyezés dátumát a szeptember 6-re helyezte, de egyik vádlott se akart megjelenni a bíróságon, korábbi időponton tagadták bűnösségüket.
- augusztus 28.: Smith[31]
- augusztus 29.: Powell és Kutti[32] (Powell október 19-én bűnösnek vallotta magát)[4]
- augusztus 31.: Trump és Ellis[33]
- szeptember 1.: Giuliani, Chesebro, Cheeley, Lee, Roman, Floyd és Hall[34] (Hall szeptember 29-én bűnösnek vallotta magát)[35]
- szeptember 5.: Meadows, Eastman, Clark, Latham, Still, Shafer és Hampton[36]

### Vádalku
2023. szeptember 29-én Scott Hall lett az első vádlott, aki vádalkut kötött az ügyésszel. Hall beleegyezett, hogy bűnösnek vallja magát öt összeesküvési szabálysértéssel kapcsolatos vádpontban, aminek következtében öt év próbaidőre, 5000 dollár kifizetésére és 200 óra közösségi munkára ítélték. A vádalku fennállásáért cserében nyilvánosan bocsánatot kell kérnie az állam szavazóitól és részt venni a tárgyalásokon szemtanúként. Az Atlanta Journal-Constitution információi szerint több vádlott is elutasított hasonló alkukat.
2023. október 19-én Sidney Powell jogász lett a második, aki elfogadott egy hasonló egyezményt. Ő hat összeesküvési szabálysértéssel kapcsolatos vádpontban vallotta magát bűnösnek, amiért hat év próbaidőre és 6000 dollár büntetés, illetve 2700 dollár kárpótlás kifizetésére ítélték. Hallhoz hasonlóan nyilvánosan bocsánatot kell kérnie.
Kenneth Chesebro október 20-án ismerte be bűnösségét egy bűncselekmény elkövetéséért, ami komolyabb vád, mint Hall és Powell esetében. Ötezer dollár kárpótlás kifizetésére kötelezték, illetve 100 óra közösségi munkára és öt év próbaidőre ítélték. Chesebro vallomásában beismerte, hogy együtt dolgozott Trumppal és Giulianival, így át kell adnia minden bizonyítékot, ami tulajdonában van.
A negyedik Jenna Ellis volt október 24-én, egyetlen vádpontban vallotta be bűnösségét, amiért öt év próbaidőt és 100 óra közösségi munkát kapott, illetve 5000 dollár kifizetésére és Georgia lakosaitól nyilvános bocsánatkérésre kötelezték.

## Tárgyalások
A Trump elleni korábbi eljárásokkal ellentétben a tárgyalásokat élőben fogják közvetíteni YouTube-on és újságírók magukkal vihetik telefonjaikat a terembe. Az esküdtszék viszont nem lesz megnevezve legalább az eljárás végéig és biztonsági őrökkel lesznek védve.
Chesebro és Powell együtt kerültek volna bíróság elé 2023. október 23-án, mielőtt Powell, majd másnap Chesebro elfogadta volna az ügyészek vádalkuját.
Szeptember 15-én Scott McAfee elrendelte 450 lehetséges esküdt megjelenését október 20-án és további 450 megjelenését október 27-én, hogy november 3-ra az esküdtszék tagjait kiválaszthassák. Az ügyészek tanúvallomásokat várnak olyan személyektől, mint Boris Epshteyn, Lin Wood, Alex Jones, Ronna McDaniel, a Republikánus Nemzeti Bizottság elnöke és több republikánus tisztviselőtől is. Jones fel fogja használni az ötödik alkotmánymódosítást minden kérdésre válaszként.